# Magyarisation

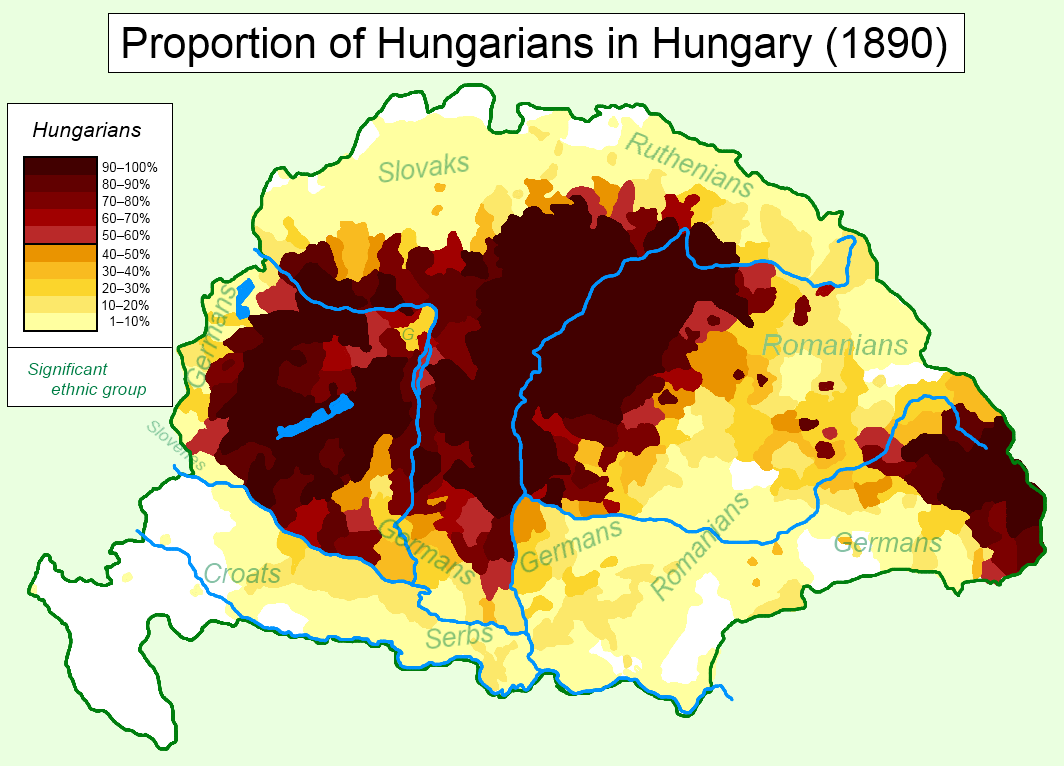
Hongrois et minorités en Hongrie en 1890

La magyarisation (en hongrois : magyarosítás) est un terme donné à la politique d'assimilation culturelle et linguistique aux XIXe siècle et début du XXe siècle des peuples non-Hongrois du royaume de Hongrie au sein de l'Autriche-Hongrie : essentiellement des Slaves (Slovaques, Ruthènes, Serbes, Croates, Carashovènes, etc.) mais aussi des Valaques, des Allemands, des Roms, des Juifs, etc. L'objectif était d'assimiler ces habitants aux Magyars, mais les méthodes coercitives utilisées ont eu l'effet contraire, dressant ces populations contre la Hongrie et la monarchie des Habsbourg. En 1910, dans le royaume de Hongrie, un tiers des terres appartient à moins de 9 000 familles de la noblesse hongroise, sur-représentée au Parlement de Budapest où la vie politique est essentiellement réservée aux Magyars : sur 453 députés, 372 sont magyars,.

## Polémique
En Royaume de Hongrie, le sujet suscite des polémiques entre les nationalistes qui imputent l'échec de la magyarisation à des facteurs essentiellement extérieurs (panslavisme, austroslavisme, trialisme, conséquences de la Première Guerre mondiale et populations socialement et culturellement arriérées, que les Alliés auraient instrumentalisé) et d'autres points de vue qui prennent en compte les facteurs intérieurs, rappelant que les niveaux de vie et d'instruction de ces populations non-hongroises de Hongrie étaient (sauf pour les Roms) supérieurs à ceux de leurs homologues des Balkans, qu'elles ne revendiquaient initialement qu'une autonomie culturelle et des droits égaux, et que l'intégration aurait pu réussir avec des méthodes moins autoritaires et moins discriminatrices, par l'attractivité de l'ascension sociale,,.